# Órigenés

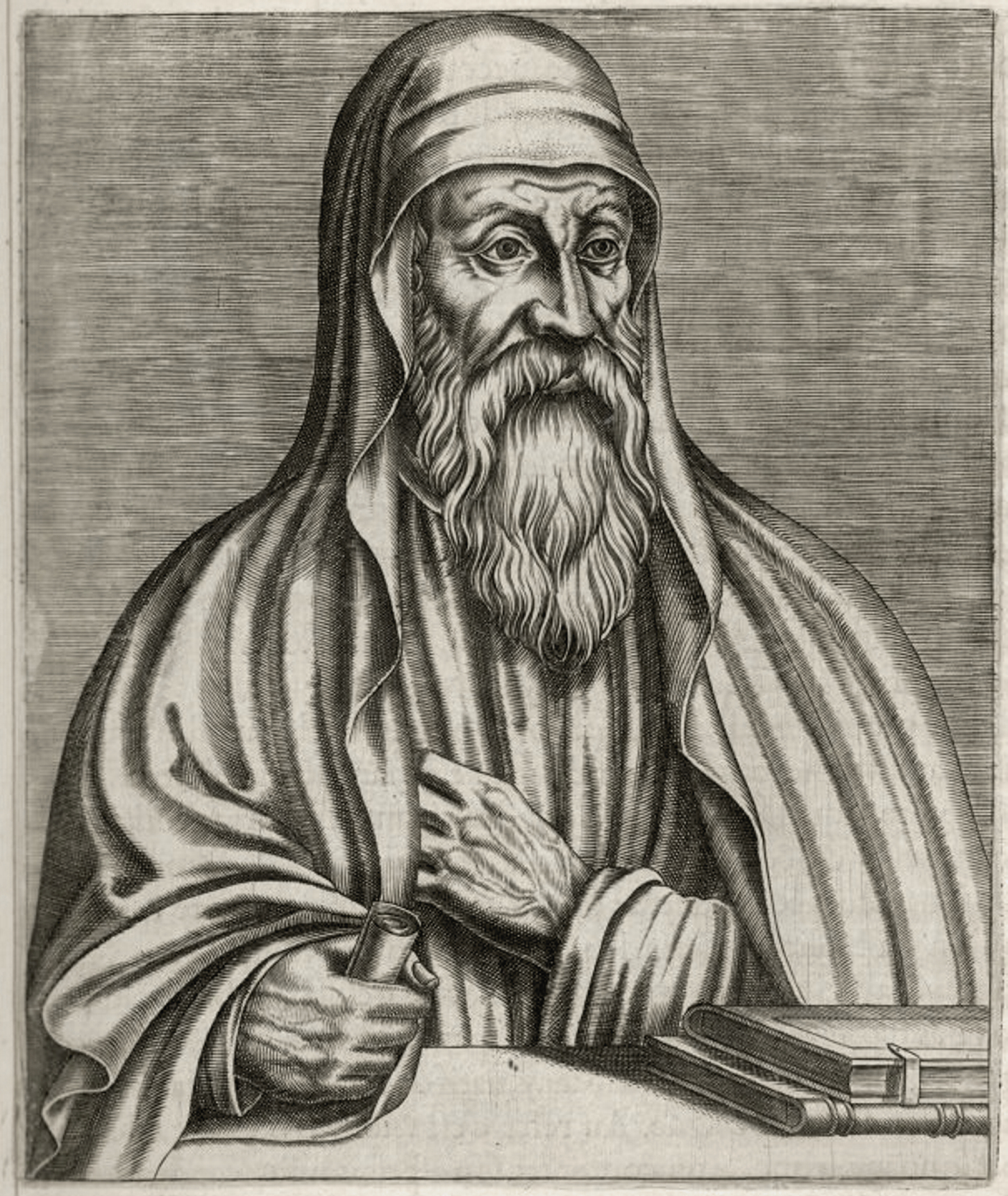
Rytina s Órigenovým portrétem

Órigenés (185 Alexandrie (?) – 253 Týros), řecký církevní učitel a teolog, byl nejznámějším a nejvýznamnějším představitelem alexandrijské školy.

## Život
Narodil se pravděpodobně v Alexandrii okolo roku 185 po Kr. v křesťanské rodině. Jeho otec Leonidas zemřel v roce 202 za pronásledování Septimiem Severem mučednickou smrtí, matka jen obtížně a násilím zabránila Órigenovi, aby svého otce nenásledoval. Rodinný majetek byl státem zabaven, a tak živil Órigenés jako nejstarší syn svou rodinu výukou. V 18 letech jej biskup Démetrios pověřil výukou katechumenů a vedením školy v Alexandrii.
Jeho život učitele je možné rozdělit do dvou období.
1) 203–231: Órigenés původně učil všechny své žáky, když však se jejich počet neúnosně zvýšil, přidělil výuku přípravných kurzů (dialektiku, fyziku, matematiku, geometrii, astronomii aj.) svému žáku Héraklovi a sám si ponechal jen „kurzy pro pokročilé“, tj. filosofii, teologii a zvláště výklad Bible. Sám přitom navštěvoval přednášky slavného zakladatele novoplatónismu Ammonia Sakky, který Órigenovu filosofii a teologii značně ovlivnil.
Během tohoto období podnikl Órigenés několik cest: do Říma (212), do Arábie (před 215), do Antiochie aj.
V roce 216, když císař Caracalla nechal zavřít alexandrijskou školu, odešel do Palestiny, kde jej césarejský biskup pověřil výkladem Písma kněžím. Tím však se rozpoutal spor, neboť Órigenův představený v Alexandrii protestoval, že je neslýchané, aby laik vykládal Písmo kněžím. Órigenés se tehdy vrátil do Alexandrie. O patnáct let později však byl na své cestě Palestinou vysvěcen na kněze, aby se předešlo podobným sporům. Tím však vznikl nový, vážnější spor, neboť podle disciplíny církve Órigenés nemohl být vysvěcen, protože se sám nechal vykleštit (což mohla být pomluva, vzhledem k tomu, že Órigenes byl mistr alegorického výkladu Písma). Nakonec jej alexandrijský biskup Démetrios exkomunikoval a tuto exkomunikaci zopakoval v roce 232 i jeho nástupce Héraklas, Órigenův žák.
2) 231–253: Órigenés odešel do Palestiny, kde tamní biskup ignoroval alexandrijskou exkomunikaci. V Césareji založil Órigenés novou školu, kterou vedl skoro dvacet let. Za Deciova pronásledování mnoho vytrpěl a zraněním nakonec po nějaké době podlehl. Zemřel v Týru v roce 253 (datum smrti je nejisté, někteří udávají rok 251).

## Dílo
Órigenovy spisy se nám dochovaly jen ve zlomku, pravděpodobně vinou sporu o origenismus, který vedl nakonec v roce 553 na Druhém konstantinopolském koncilu k posmrtnému odsouzení samotného Órigena a tím někdy i přímému ničení jeho spisů. V řeckém originále se jich dochovalo jen málo, větší dochovaná část se nachází v latinských překladech pocházejících od Jeronýma a Rufina. Podle Jeronýma bylo Órigenových spisů okolo 2000, podle Epifania až 6000. Většinou se jednalo o Órigenovy přednášky nebo diktáty zapisované hned několika stenografy současně.

### Textová kritika Písma
Významným Órigenovým počinem byla revize textu Starého zákona. Z jeho úsilí vznikla tzv. Hexapla („šesterka“), tedy text Starého zákona v šesti jazykových verzích: hebrejský text, řecký fonetický přepis hebrejského textu a řecké překlady: Septuaginta, Aquila, Theodotion a Symmachos. Jednotlivé jazykové verze byly sepsány přehledně v šesti sloupcích, takže bylo možné pohodlně a přehledně porovnávat. Órigenés vydal i tzv. „Tetraplu“, tj. ty části Starého zákona, pro které neexistoval hebrejský ekvivalent. V případě žalmů přidal Órigenés další tři verze, čímž vznikla tzv. „Enneapla“. Z tohoto kolosálního díla se nám dochovaly jen zlomky, neboť dílo nebylo pravděpodobně ve své úplné verzi nikdy přepsáno. Hexapla byla uložena v Kaisareii, kde ji viděl a pracoval s ní ještě svatý Jeroným.

### Exegetické spisy
Órigenovo exegetické dílo se nachází ve třech literárních formách: jako scholia, homilie a komentáře. Ze scholií (na Exodus, Leviticus, Numeri, Izajáše, žalmy 1–15, Kazatele a Evangelium podle Jana) se v úplné podobě nedochovalo nic.
Podle Sókrata Scholastika Órigenés kázal pravidelně každou středu a pátek (podle Eusebia však každý den). Ve svých homiliích okomentoval snad celé Písmo, dochovalo se však jen 20 homilií na Jeremiáše a na 1 Sam 28,3–25 a zlomky několika dalších homilií. V latinském Rufinově překladu se dochovalo 16 homilií na Genesis, 13 na Exodus, 16 na Leviticus, 28 na Numeri, 26 na Jozua, 9 na Soudce a 9 na žalmy. V Jeronýmově překladu známe pak 2 na Píseň písní, 9 na Izajáše, 14 na Jeremjáše, 14 na Ezechiela a 39 na Lukášovo evangelium. Další fragmenty se nacházení v katenách a jiných autorech. Z celkového počtu 574 homilií se jich zcela nedochovalo 388.
V komentářích se Órigenés snažil především o „vědecký“ přístup k biblickému textu; hledal však smysl mystický, spíše než smysl literní (doslovný). Používal k tomu alegorickou metodu. Dochovalo se 8 knih z komentáře na Matoušovo evangelium (z celkového počtu 25), další část se dochovala v anonymním latinském překladu. Máme též 8 knih z komentáře na Janovo evangelium (z alespoň 32 původních). Téměř nedochovaný je komentář na List Římanům, pokud nepočítáme Rufinův volný latinský překlad v deseti knihách. Ze Starého zákona okomentoval Órigenés především Píseň písní (4 knihy). Tento komentář přeložil do latiny v roce 410 Rufinus. Je to jeden z nejznámějších Órigenových komentářů. Órigenés interpretuje postavu Šalomouna jako Krista. V Jeronýmově zlomkovitém překladu je nevěsta interpretována jako církev, zatímco v Rufinově překladu je nevěstou duše křesťana. Další komentáře se kromě několika zlomků v katenách nedochovaly: 13 knih na Genesis, 46 na 41 žalmů, 30 na Izajáše, 5 na Pláč, 25 na Ezechiela, alespoň 25 na menší proroky, 15 na Lukáše, 5 na list Galatským, 3 na list Efezským, dále na listy Filipským, Koloským, Soluňským, Židům, Titovi a Filemonovi.

### Apologetické spisy
- Κατὰ Κέλσου (Kata Kelsú „Proti Kelsovi“, Contra Celsum). Tento spis je Órigenovou odpovědí na útočný protikřesťanský spis filosofa Kelsa s názvem Ἀληθὴς λόγος Aléthés logos („Pravdivé slovo"). Kelsovo dílo se nedochovalo, ale z Órigenových citátů lze zrekonstruovat asi 3/4 jeho rozsahu. V roce 246 požádal Órigena jeho přítel Ambrósios, aby odpověděl na některá Kelsova tvrzení, což Órigenés učinil velmi důkladně. Órigenés sleduje Kelsovu argumentaci proti křesťanskému učení a bod po bodu ji vyvrací. Órigenés hájí křesťanství mimo jiné z nařčení z rozvracení státu a zdůrazňuje povinnost loajálnosti křesťana vůči státní moci a společnosti, pokud není v rozporu s Božím zákonem. Órigenés působí jako otevřený kosmopolita s širokým chápáním Boží prozřetelnosti na celosvětové úrovni. Je patrný vliv Platóna. Úkolem státní moci není zvyšovat moc, ale rozšířit civilizaci a kulturu. Spis Contra Celsum je svědkem intelektuálního boje mezi pohanstvím a křesťanstvím.

### Dogmatické spisy
- Περί ἀρχῶν (Peri archón „O základech“, De principiis). Jedná se o nejstarší křesťanský teologický systém. Órigenés tento spis napsal v Alexandrii v letech 202–203. Z řeckého textu máme jen čtyři zlomky, avšak celý text se dochoval v Rufinově latinském překladu. Rufinus však neopomněl poopravit některé pochybné pasáže. Sestává ze čtyř knih, které pojednávají o následujících tématech: Bůh, svět, svoboda a zjevení. Tyto okruhy považuje Órigenés za základní principy (základy) křesťanské nauky. Základem pro jeho pojednání je hlásání Krista a apoštolů, obsažené v Písmu. Patrný je vliv platónismu.

1. kniha – zabývá se nadpřirozeným světem, duchovní podstatou Boha, hierarchií tří božských osob a jejich charakteristickými vztahy ke světu. 

2. kniha – zabývá se hmotným světem, stvořením člověka, člověkem jako padlou bytostí uzavřenou v hmotném těle, Adamovým přestupkem a vykoupením vtěleným Logem. Popisuje též víru ve vzkříšení, poslední soud a budoucí život. 

3. kniha – popisuje, jak andělé pomáhají lidem a jak jim démoni brání v dosažení spásy, vykládá učení o svobodné vůli a osobní odpovědnosti; předkládá také osnovu morální teologie. 

4. kniha – je rekapitulací základních učení; navíc označuje Písmo jako pramen víry, jeho inspirovanost a trojí význam (tj. tělesný, duševní a duchovní).
- Rozhovor s Heraklidem. Toto dílo bylo nalezeno v Toura u Káhiry v roce 1941. Jedná se o kompletní záznam rozhovoru mezi Órigenem a Heraklidem, neboť Heraklides hlásal podezřelé učení ohledně Boží Trojice a byl podezříván též z modalismu. K diskusi došlo pravděpodobně v roce 245. První část popisuje Órigenovy otázky a Heraklidovy odpovědi, v druhé části Órigenés odpovídá na otázky přítomných. Nakonec se Heraklides i Órigenés shodnou na formulaci „dyo theoi“ a „mia dynamis“ pro popis vztahu mezi Otcem a Synem (Logem).

- Περί ἀναστάσεως (Peri anastaseós „O vzkříšení“, De resurrectione). Z tohoto díla se dochovaly jen fragmenty v díle Eusebia. Víme z jiných autorů, že Órigenés odmítal hmotnou totožnost vzkříšeného a nynějšího těla a jeho částí.

- Στρωματεῖς Strómateis, Stromata – dílo dochované pouze ve fragmentech, obsahující pojednání na nejrůznější témata.

### Praktické spisy
- Περί εὐχής (Peri euchés „O modlitbě“, De oratione). Tento spis má dvě části. První rozebírá modlitbu obecně, druhá část modlitbu Páně (tj. Otčenáš). Jedná se o nejstarší teoretické pojednání o modlitbě. Órigenés popírá, že bychom mohli svou modlitbou sdělit Bohu, co nám chybí, nebo jej přimět, aby nám něco daroval; modlitba je však rozhovorem s Bohem, který prospívá vzájemnému vztahu duše k Bohu, posiluje duši v boji proti pokušení. Modlitba má podle Órigena směřovat jen k Otci, nikoli k Synu, v jehož jménu se má konat. Tento Órigenův ojedinělý přístup vychází pravděpodobně z jeho subordinacionismu. Skutečně účinně a dobře se může modlit jen ten, kdo v sobě porazil všechny vášně a pokušení a kdo je zcela smířen s Bohem a svými bližními. Modlitba je přes veškerou nutnost askeze darem Ducha svatého.

- Εἰς μαρτύριον προτρεπτικός (Eis martyrion protreptikos „Povzbuzení k mučednictví“, Exhortatio ad martyrium). Órigenés napsal tento spis na počátku pronásledování za Maximina Thraka v roce 235 v Césareji. Mučednictví, tj. svědectví o víře až do prolití krve, je pode Órigena povinností každého křesťana. Órigenés varuje před modloslužebnictvím, kterého se naopak dopouštějí všichni, kdo ustoupí nátlaku a obětují kadidlo modlám. Uvádí také příklady mučedníků z Písma, zvláště bratry z 2. knihy Makabejské. Órigenés dodává, že mučedník může svou věrností víře a svým utrpením vyzískat odpuštění vin a hříchů nejen sobě, ale mnoha dalším. navíc je to jediný způsob, jak smýt hříchy spáchané po křtu (mučednictví je tedy jakýmsi druhým křtem, křtem krve).

- Περί πάσχα (Peri pascha „O Velikonocích“). Dochovaly se jen zlomky tohoto spisu.

### Dopisy
Jeroným zná celkem 4 sbírky Órigenových listů, které se uchovávaly v Césareji. Dochovaly se nám jen dva úplné listy, jeden Órigenovu žáku Řehoři Divotvůrci (někdy z let 238–243) a druhý Juliovi Afrikánovi. Několik dalších zlomků dopisů je známo z šesté knihy Eusebiových Církevních dějin.

## Zvláštní aspekty Órigenovy teologie
Órigenova teologie je velmi komplexní a Órigenés zasahoval do všech jejích odvětví. Zde zmíníme jen její nejdůležitější aspekty.

### Trinitární teologie
V otázce Nejsvětější Trojice bojoval Órigenés proti modalismu, avšak sám byl obviňován ze subordinacionismu. Syn vychází z Otce podobně jako vůle z rozumu, nikoli tedy dělením, ale duchovně. Jeho zrození je od věčnosti, tj. nebyla nikdy doba, kdy by Syn nebyl (proti tomu srv. Areios a arianismus). Syn není synem per adoptionem, sed natura („nikoli přijetím, ale přirozeností“). Syn i Otec tedy mají jedinou podstatu. Órigenés v této souvislosti jako první použil v pozdějším křesťanství klíčové slovo ομοούσιος homoúsios, „jediné podstaty“, „soupodstatný“, termín použitý v roce 325 na Prvním nikajském koncilu.
Logos (tj. Syna, Slovo) nazývá Órigenés „druhým Bohem“ (viz Rozhovor s Heraklidem), zatímco Otec je nazýván „autótheos“ a „haplós agathos“, tedy „prvotní Bůh“ a „jediný dobrý“. Z těchto a z dalších výrazů vyplývá, že Órigenés považoval Syna a Ducha za prostředníky mezi Otcem a stvořením a za Otci podřízené. V tom spočívá Órigenovi vyčítaný subordinacionismus, neboť tím Órigenés předpokládá jistou hierarchii v rámci Trojice.

### Christologie
V rámci christologie používá Órigenés poprvé termín θεάνθρωπος theanthrópos „bohočlověk“, kterým vyjadřuje plnost lidství i božství v Kristu. Poprvé se také objevuje termín „Ježíšova duše“, která je pojítkem mezi nekonečným Logem (Synem) a omezeným tělem. Órigenés učí také commucatio idiomatum, tedy skutečnost, že jednota mezi lidstvím a božstvím v Kristu je tak těsná, že je možné na Krista aplikovat termíny jak týkající se jeho božství, tak jeho lidství. Órigenés daroval řecké teologii i následující termíny: physis, hypostasis, úsia.

### Eschatologie
Órigenova eschatologie je známa pro jeho učení o apokatastazi. Órigenés se domníval, že na konci časů dojde k navrácení všeho k Bohu a k očistě všech vin. Órigenés nezná věčné tresty pro hříšné; jen tresty časné, tj. očišťující. Avšak nutno dodat, že Órigenés nezná ani konečné završení, neboť pod vlivem platónismu zastává pluralitu po sobě jdoucích světů. Tedy na konci tohoto světa po apokatastasi opět dojde k hříchu – neboť věčné lidské duše mají stále svobodnou volbu – zhřeší, Bůh je obleče do hmoty a celý příběh začíná znovu.

### Lidská duše
Lidská duše je podle Órigena (opět pod vlivem platónismu) nejen nesmrtelná, ale i věčná. Že se nachází v hmotném těle, je zaviněno jejím hříchem a pádem.
Órigenovi je mylně přisuzováno, že zastával učení o „stěhování duší" neboli reinkarnaci, vůči kterému se ale výrazně vymezoval a spolu s ostatními křesťanskými autory ji odsuzoval jako „nesmyslné učení", např.: „Někteří museli od lékařů strpět i nesmyslné učení o stěhování duší, které snižuje rozumné bytosti jednak na úroveň nerozumných (zvířat), jednak dokonce na úroveň necitlivých bytostí (rostlin)." (Proti Kelsovi, III, 75) Co Órigenés pod vlivem platónismu učil nad rámec křesťanské víry, byla teze o preexistenci duší, které v důsledku svého hříchu upadly za trest do hmotného těla. Neučil tedy reinkarnaci, tj. přechod duše z těla do dalšího těla neboli metensomatózi, ale pojednával o ensomatózi, tj. o jednorázovém vstoupení duchových duší do hmotného těla v důsledku svého předtělesného hříchu. Platónismem ovlivněné učení o možnosti vzniku nových a nových světů časově posloupně za sebou a tak možné opakované pády duší do těla v důsledku trestů nelze považovat za koncept reinkarnace, který Órigenes explicitně v souladu s křesťanskou naukou odmítal. Učení o preexistenci duší a tudíž i o ensomatózi bylo spolu s dalšími prvky i pozdějšího órigenismu odsouzeno Druhým Konstantinopolským koncilem v roce 553.

### Exegeze
V exegezi zastával Órigenés pod vlivem řecké filosofie a zvláště židovského myslitele Filóna Alexandrijského učení o třech smyslech. Každý text Písma má tři smysly (doslovný, duševní a duchovní), podobně jako jsou tři složky člověka (tělo, duše a duch); každý křesťan je vyzván, aby pronikl až k tomu třetímu, duchovnímu smyslu, který teprve dává život a odhaluje pravdu. Aby tohoto smyslu Órigenés dosáhl (neboť tento smysl není odhalen všem, ale jen těm, kdo mají dar Ducha), používá velmi často alegorický výklad, kterým se velmi proslavil. Órigenés zastává nauku o slovní inspiraci Písem.

### Další aspekty
- Órigenés zastává v plné míře učení o prvotním hříchu a zastává i křest novorozeňat.
- Jedině v církvi je Kristova spásná milost a víra, proto „mimo církev není spásy“.
- V otázce pokání zastává Órigenés názor, že jedinou příležitostí, jak být očištěn od hříchu, je křest. Po křtu však přesto existuje sedm možností, jak dosáhnout odpuštění hříchů: mučednictví, milosrdenství (dávání almužen), odpouštění těm, kdo se provinili proti nám, obrácení hříšníka, láska a konečně tvrdé pokání a vyznání svých vin knězi. Órigenés tedy zná zpověď knězi, který rozhodne, zdá má být učiněna veřejně, či nikoli.

## Česky vyšlo

### Překlady Órigenových děl
- Órigenés: O Písni písní, výbor, studie, komentář Martin C. Putna, překlad Martin C. Putna a Jakub Sitár. Praha: Herrmann, 2000. ISBN 80-238-6768-7 (neuv.).
- Órigenés, O svobodě volby, úvodní studie, překlad a komentář Martin Navrátil. Olomouc: Univerzita Palackého, 2007. ISBN 978-80-244-1842-1.
- Órigenés, Proti Kelsovi I–II, úvodní studie, překlad a komentář Miroslav Šedina. Praha: Oikúmené, 2016. ISBN 978-80-7298-219-6.
- Órigenés, Proti Kelsovi III–IV, úvodní studie, překlad a poznámky Miroslav Šedina, Oikúmené, Praha 2018, ISBN 978-80-7298-132-8.
- Órigenés, Proti Kelsovi V–VI, úvodní studie, překlad a poznámky Miroslav Šedina, Oikúmené, Praha 2020, ISBN 978-80-7298-531-9.

### Sekundární literatura
- PUTNA, Martin C. Órigenés z Alexandrie. Kapitola z dějin vztahů mezi antikou a křesťanstvím, nebo též Pokus o pohled do tváře. Praha: Torst, 2001. ISBN 80-7215-151-7.
- MILKO, P. Órigenés učitel. Červený Kostelec, Praha: Pavel Mervart, Slovanský ústav AV ČR, 2008. ISBN 978-80-86818-60-3.
- ŠEDINA, Miroslav. Sny křesťanských proroků. Svět jako vůle a představa v Órigenově polemice s Kelsem. Praha: Oikúmené, 2018. ISBN 978-80-7298-509-8.